# John Howland Rowe
Pour les articles homonymes, voir John Rowe et Rowe.
John Howland Rowe, plus souvent cité comme John Rowe, est un archéologue et anthropologue américain né le 10 juin 1918 à Sorrento (Maine) et mort le 1er mai 2004 à Berkeley (Californie). Il est surtout connu pour ses recherches au Pérou concernant notamment la Civilisation inca.

## Biographie[1]
Rowe étudie l'archéologie classique à l'université Brown (1935-1939) et l'anthropologie à l'université Harvard (1939-1941). C'est dans cette même université qu'il obtiendra en 1947 le doctorat en Histoire et Anthropologie de l'Amérique Latine. De septembre 1941 à mars 1942 il dirige des fouilles à Cuzco, la capitale de l'empire inca au Pérou, sous les auspices du musée Peabody d'archéologie et d'ethnologie de l'université Harvard. Il définit les caractéristiques de base du style de la céramique inca. Il propose aussi une chronologie de l'histoire du Pérou préhispanique qui reste une référence dans le monde de l'archéologie péruvienne. En 1942 également, il devient le premier directeur et professeur de la section d'archéologie, première du genre au Pérou, de la faculté des sciences de l'université nationale de l'Abbé Saint Antoine de Cuzco (es). Au musée de Cuzco il ouvre une bibliothèque d'anthropologie. En 1943 il est rappelé aux États-Unis par l'Armée et passe les deux années suivantes en Europe, participant à la bataille des Ardennes à la fin de la Seconde Guerre mondiale. De retour aux  États-Unis en 1946, il part enseigner à l'université du Cauca, à Popayán, en Colombie. Là encore il ouvre une bibliothèque d'anthropologie et il entreprend l'étude ethnographique d'une population indienne locale, les Guambianos pour la Smithsonian Institution, étude qui sera publiée en 1956 sous le titre «An ethnographic sketch of Guambia, Colombia». En 1948 il revient enseigner à l'université de Californie à Berkeley où il reste jusqu'à la fin de sa vie professionnelle, en 1988.

## Son œuvre
Rowe est l'auteur de plus de 300 publications en anglais et en espagnol entre 1940 et 2004. En archéologie il a publié des articles importants concernant la stratigraphie, la classification et la chronologie de l'époque préhispaniques du Pérou. Son article sur la Culture inca à l'époque de la conquête espagnole constitue une contribution majeure en la matière.
Un autre article sur les incas sous la domination coloniale espagnole est une référence internationale où il détaille de manière crue les effets destructeurs des institutions coloniales. Rowe était un ardent défenseur des droits des indigènes d'Amérique.

Parallèlement à son activité de professeur il a eu à cœur de créer une bibliothèque d'anthropologie dans chacune des trois universités où il a enseigné, Cuzco, Popayán et Berkeley (Californie).

## Périodisation de l'époque précolombienne péruvienne
Rowe est encore l'une des références les plus importances au Pérou concernant la division chronologique de l'Histoire du pays avant la conquête espagnole. En 1962, il établit une classification en se basant sur les changements de style de la céramique rencontrée sur les sites archéologiques. Pour nommer les différentes périodes culturelles il introduit les notions d'Horizonte cultural (Horizon culturel) et d'Intermedio cultural (intermédiaire culturel). L'Horizonte désigne une époque où une culture dominante se développe et exerce son influence sur l'ensemble du pays. C'est une période d'importante unité politique. L'Intermedio désigne une période où les cultures régionales retrouvent leur autonomie et leurs particularismes religieux et sociaux. Tout ceci est précédé d'une période précéramique (absence de céramique) et d'une période initiale (premières apparitions de la céramique). Sa chronologie est la suivante :

| Chronologie                                 | Étapes                           |
| ------------------------------------------- | -------------------------------- |
| Pre-Cerámico (Précéramique)                 | 12000 av. J.-C. à 2000 av. J.-C. |
| Inicial (Initial)                           | 2000 av. J.-C. à 1200 av. J.-C.  |
| Horizonte Temprano (Horizon Précoce)        | 1200 av. J.-C. à 200 av. J.-C.   |
| Intermedio Temprano (Intermédiaire Précoce) | 200 av. J.-C. à 600 ap. J.-C.    |
| Horizonte Medio (Horizon Moyen)             | 600 à 900 ap. J.-C.              |
| Intermedio Tardío (Intermédiaire Tardif)    | 900 à 1440 ap. J.-C.             |
| Horizonte Tardío (Horizon Tardif)           | 1440 à 1532 ap. J.-C.            |